# Tuczno
Tuczno (in tedesco Tütz) è un comune urbano-rurale polacco del distretto di Wałcz, nel voivodato della Pomerania Occidentale.
Ricopre una superficie di 249,90 km² e nel 2005 contava 5 066 abitanti.